# Action sociale-démocrate indépendante
L'Action sociale-démocrate indépendante (ASDI) est un ancien petit parti politique portugais fondé le 4 avril 1979 par un groupe de dissidents du Parti social-démocrate partisans d'une alliance à gauche aux côtés du Parti socialiste au moment où le PSD cherche à bâtir une coalition de centre-droit. L'ASDI est dirigée par António de Sousa Franco, ancien président du PSD.
Alliée au PS et à l'Union de la gauche pour la démocratie socialiste (UEDS) au sein du Front républicain et socialiste lors des élections législatives de 1980 et 1983, l'ASDI obtient lors de ces deux scrutins l'élection de quatre députés puis de trois députés, formant un groupe parlementaire indépendant avec les députés de l'UEDS.
En 1985, le 2ᵉ Congrès national de l’ASDI, tenu le 12 janvier 1985, entérine la dissolution officielle du parti. Suivant la dissolution du parti, la quasi-totalité des membres intègre le Parti socialiste, l'ASDI est alors absorbé dans le Parti Socialiste.